# Audi A3
L'Audi A3 és un automòbil del segment C produït pel fabricant alemany Audi des de 1996, i popular durant les dècades de 1990 i 2000. El A3 està construït sobre la plataforma el fet que comparteix amb diversos models del Grup Volkswagen, com els Volkswagen Golf, Škoda Octavia i SEAT León.

## Primera Generació 1996-2003
El A3 original (o Typ 8L) va ser introduït en el mercat europeu el 1996, marcant el retorn d'Audi al mercat dels segments inferiors des del cessament de l'Audi 50. Aquest va ser el primer model que va utilitzar el PQ34 o plataforma "A4", mantenint una semblança natural al seu contemporani, el Volkswagen Golf IV. Inicialment, només va estar disponible a la versió amb porta posterior de tres portes amb l'objectiu d'oferir una imatge més esportiva que el Golf. Tots els motors tenien una configuració de quatre cilindres i estaven muntats transversalment. Després de l'A4, l'A3 va ser el segon model d'Audi a usar quatre cilindres i cinc vàlvules. El 1999, Audi va ampliar la gamma, introduint un gasolina de 1.6 litres de cilindrada i 102 CV de potència màxima, un 1.8 litres amb turbocompressor i 180 CV, i una dièsel més potent (1.9 TDI amb tecnologia injector-bomba i turbocompressor de geometria variable). La versió de tracció a les quatre rodes A3 1.8T quattro usava el motor de 150 CV (110 kW) i 180 CV i el mateix sistema basat en l'embragatge Haldex com el de la primera generació de l'Audi TT. Una versió potenciada d'aquest motor, originalment de 210 i després 225 CV de potència màxima va ser venuda sota la denominació S3. El 1999 també es va agregar una variant amb carrosseria cinc portes, que l'empresa s'havia proposat no produir. A finals de 2000, la gamma va ser revisada amb nous clústers lleugers, un interior millorat, suspensió millorada i la introducció d'una caixa de canvis manual de sis velocitats, en la versió 1.8 Turbo i en la nova 1.9 TDI de 130 CV. A més, el sistema de control d'estabilitat i repartiment electrònic de frenada van passar a ser equipament de sèrie.
Motoritzacions
Gasolina
- 1.6: Gasolina, 4 cilindres, 8 vàlvules, 1595 cm ³, 74 kW (101 CV), 145 Nm
- 1.6: Gasolina, 4 cilindres, 8 vàlvules, 1595 cm ³, 75 kW (102 CV), 148 Nm
- 1.8: Gasolina, 4 cilindres, 20 vàlvules, 1781 cm ³, 92 kW (125 CV), 170 Nm
- 1.8T: Gasolina amb turbocompressor de baixa pressió, 4 cilindres, 20 vàlvules, 1781 cm ³, 110 kW (150 CV), 210 Nm
- 1.8T: Gasolina amb turbocompressor, 4 cilindres, 20 vàlvules, 1793 cm ³, 132 kW (176 CV), 238 Nm
- S3: Gasolina amb turbocompressor, 4 cilindres, 20 vàlvules, 1781 cm ³, 154 kW (210 CV), 270 Nm
- S3: Gasolina amb turbocompressor, 4 cilindres, 20 vàlvules, 1781 cm ³, 165 kW (225 CV), 280 Nm

Dièsel
- 1.9 TDI: Dièsel amb turbocompressor de geometria variable, 4 cilindres, 8 vàlvules, 1896 cm ³, 66 kW (90 CV), 210 Nm
- 1.9 TDI: Dièsel amb turbocompressor de geometria variable, 4 cilindres, 8 vàlvules, 1896 cm ³, 74 kW (100 CV), 240 Nm
- 1.9 TDI: Dièsel amb turbocompressor de geometria variable, 4 cilindres, 8 vàlvules, 1896 cm ³, 81 kW (110 CV), 235 Nm
- 1.9 TDI: Dièsel amb turbocompressor de geometria variable, 4 cilindres, 8 vàlvules, 1896 cm ³, 96 kW (130 CV), 310 Nm

## Segona Generació 2003-2012
Al Saló de l'Automòbil de Ginebra de 2003, Audi va presentar la segona generació de l'A3, el Typ 8P, dissenyat per Walter da Silva. Llançat originalment com hatchback de tres portes amb motors de quatre cilindres, presentava una nova plataforma mecànica (PQ35), un interior redissenyat i més espaiós, nous motors de gasolina amb injecció de combustible estratificat i caixes del canvi estàndard de sis velocitats, excepte el model bàsic 1.6, de cinc relacions.
A mitjans 2003, la línia va ser actualitzada amb dos models esportius, el 2.0 Turbo FSI amb 200 CV (147 kW) i el 3.2 VR6 (per primera vegada) amb 250 CV (184 kW). Opcionalment, s'oferia la tracció a les quatre rodes quattro i la caixa de canvis semiautomàtica de doble embragatge S-Tronic en els models de 140 CV de potència o més.
Una nova carrosseria de cinc portes, denominada Sportback, va ser introduïda el juny de 2004. A diferència de la generació anterior, el Sportback és 80 mm més llarg que el tres portes, disposa de major espai a les places del darrere i un maleter més gran (370 litres). A més, munta la graella davantera rectangular Singleframe que havia estrenat l'Audi A8 W12. El 2005, el tres portes va passar a incorporar aquesta mateixa graella.
El 2005 es va començar a oferir el paquet d'accessoris esportius "S-Line", i el model de tres portes va començar a muntar el mateix frontal que la versió Sportback. Per primera vegada, l'A3 es va llançar al mercat nord-americà, exclusivament en la versió de cinc portes, primer amb el motor 2.0 TFSI i el 3.2 V6 quattro el 2006. L'abril del 2006, la gamma va ser ampliada amb la introducció del motor dièsel més potent 2.0 TDI de 170 CV (125 kW). L'agost del mateix any, Audi va presentar la versió S3, que es va convertir en el topall de gamma. El motor 2.0 TFSI va ser potenciat a 265 CV (195 kW) mitjançant un turbocompressor de 1.2 bars de pressió, i està disponible amb una caixa de canvis manual de sis velocitats i la tracció quattro. La segona generació S3 és capaç d'accelerar de 0 a 100 km / h en 5.7 segons. Les suspensions van ser modificades per donar-los major duresa, i l'altura de pas rebaixada 25 mm. Els pneumàtics 225/40 R18 venen de sèrie. El gener de 2007, el 2.0 FSI atmosfèric va ser reemplaçat per un nou motor turbo 1.8 TFSI, amb 160 CV (118 kW), i més endavant es va substituir també el 1.6 FSI atmosfèric per un motor 1.4 TFSI de 125 CV. El 1.8 està disponible amb tracció quattro. El A3 va ser reestilizado lleugerament a l'abril de 2008. Va rebre un nou frontal, canvis en l'acabat interior, i es van agregar més elements d'equipament. El S3 va passar a oferir també amb carrosseria Sportback, afegint al final del 2008 el canvi S-Tronic en ambdues carrosseries, escurçant en dues dècimes el pas de 0 a 100 km/h, quedant-se en 5.5 segons. També es va millorar la tracció efectuant el repartiment de tracció entre l'eix davanter i posterior de forma més ràpida i efectiva. El nou Audi A3 va ser llançat al juny del 2012. Audi llançaria el 2010 un A3 sedán.1
Al novembre del 2010 Audi llançà el nou Audi RS3 Sportback amb un motor de 5 cilindres en línia de 2.5 L TFSI amb 340 CV.

### A3 Sportback (2004-)
El model cinc portes "Sportback" va ser presentat en juny del 2004. El A3 Sportback és 80 mm (3 in) de llarg que la base del mode de 3 portes, i inclou un millor espai de la cabina del darrere i un maleter més gran (370 litres). També va rebre la nova graella davantera de "marc senzill" introduïda originalment en l'A8 W12, que posteriorment va ser adoptat per tota la gamma A3.

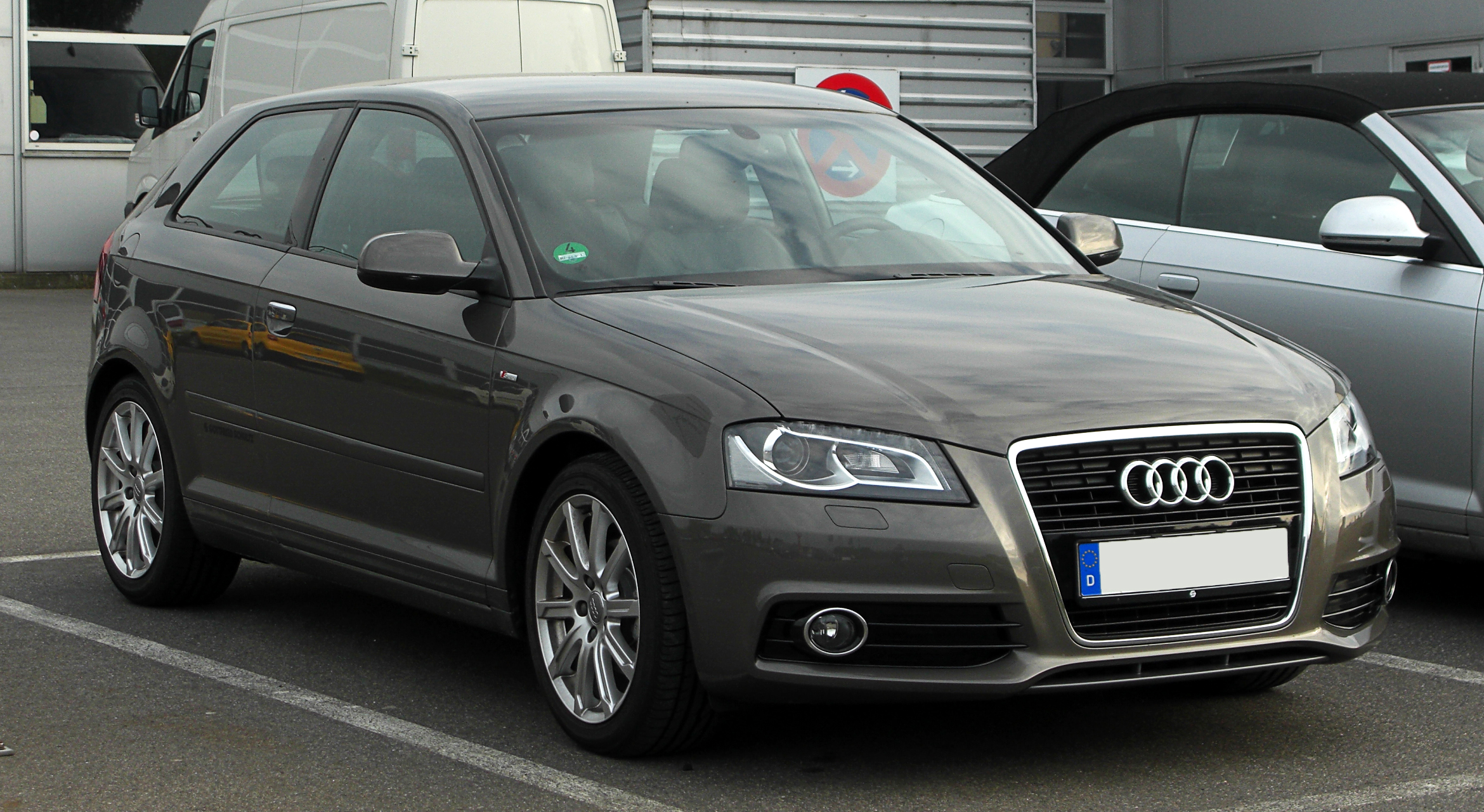
Audi A3

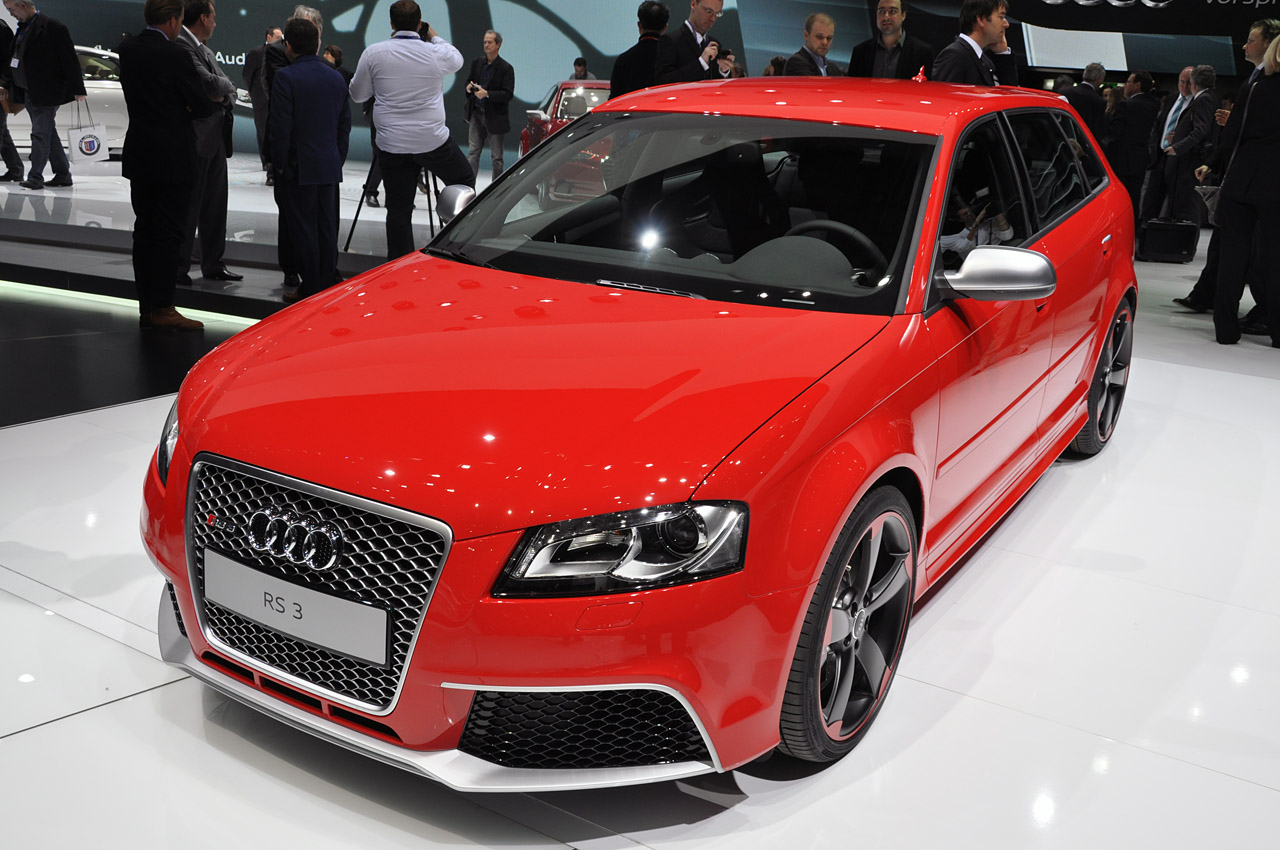
Audi RS3

Motoritzacions
Gasolina
- 1.2 TFSI
- 1.4 TFSI
- 1.6 FSI
- 1.6 FSI
- 2.0 FSI
- 1.8 TFSI
- 2.0 TFSI
- 3.2 VR6

Dièsel
- 1.6 TDI
- 1.9 TDI
- 2.0 TDI

## Tercera Generació 2012-2016, 2016-2020 (restyling)

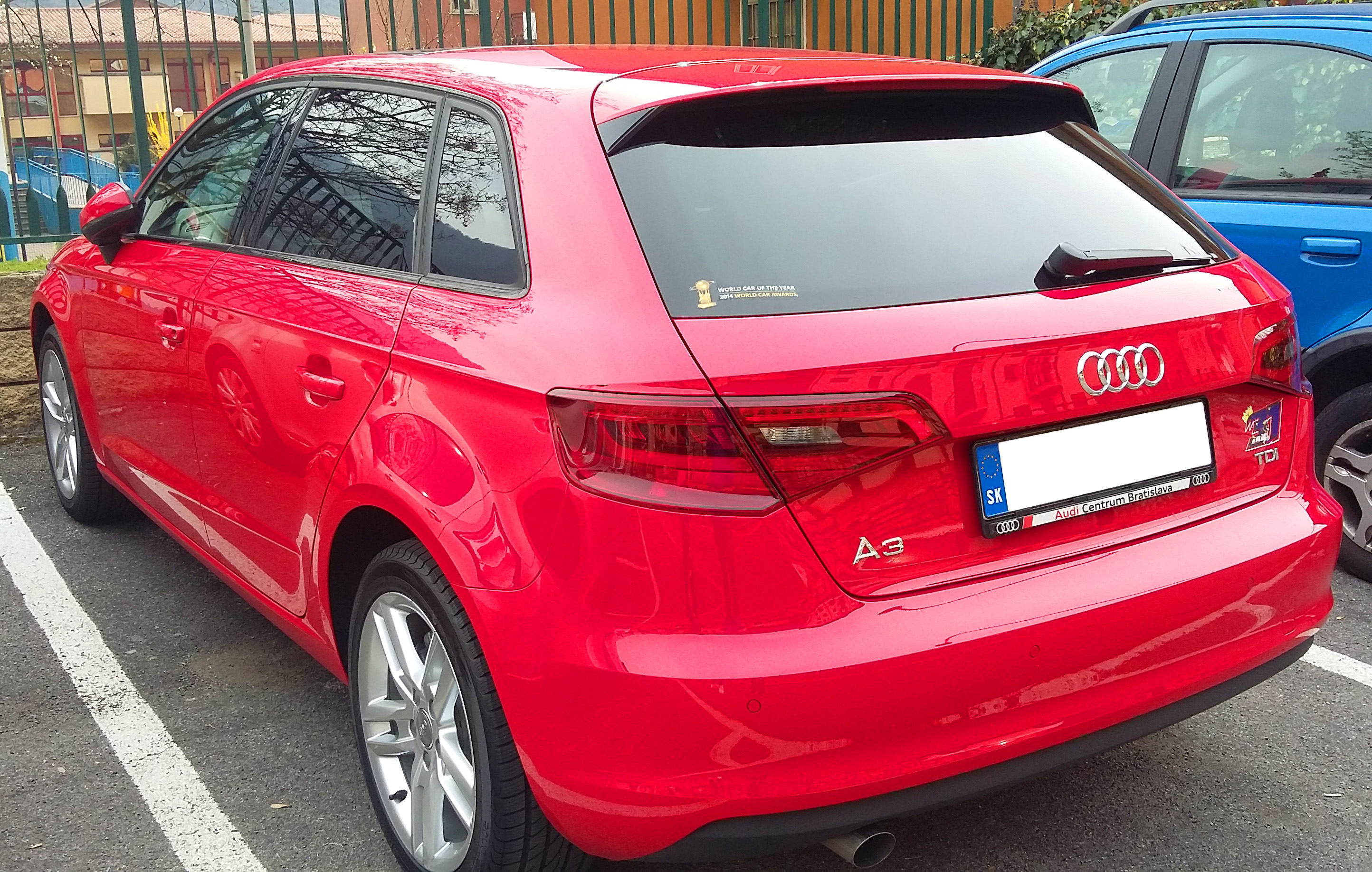
Audi A3 Sportback de 2012

El Nou Audi A3, es va poder adquirir a partir de juny de 2012. el preu de la versió més assequible, la 1.2 TSI, és a partir de 22.500 euros. Fa 4,24 metres de longitud, una amplada d'1,78 i 1,42 d'altura. La batalla augmenta 22 mil·límetres (ara 2,60 metres) mentre que la volada davantera disminueix, igual que el pes. La versió Dièsel 2.0 TDI pesa 1.355 kg, 40 kg menys de mitjana que l'anterior. Amb l'arribada del nou Mercedes-Benz Classe A i del Volvo V40, l'A3 i el Focus no seran els únics a oferir tot aquests dispositius. Un BMW Sèrie 1 comparteix amb l'Audi A3 un equipament poc habitual, com el sistema de navegació amb connexió a internet. Hi ha tres línies d'equipament que es diuen «Attraction», «Ambition» i «Ambiente». Tenen totes control de coixí de seguretat d'estabilitat i de genolls per al conductor. Els elements d'equipament que diferencien l'A3 de la majoria de les seves alternatives són els dispositius «Audi pre sense»,l'Audi side assist, «Audi lane assist activa», de reconeixement de senyals de trànsit, el programador de velocitat actiu i la connexió a Internet amb xarxa wifi.
Motoritzacions
Gasolina
- 1.4 (1396 cc) TSI (125 CV)
- 1.6 (1595 cc),(102 CV).
- 1.6 (1598 cc) FSI,(115 CV)
- 2.0 (1984 cc) FSI de (150 CV)
- 1.8 (1798 cc) TFSI,(160 CV)
- 2.0 (1984 cc) TFSI,(200 CV)
- 3.2 (3189 cc) V6,(250 CV)
- 2.0 (1984 cc) TFSI, (265 CV) (S3)
- 2.5 (2498 cc) TFSI, (335 CV) (RS3)

Dièsel
- 1.6 (1896 cc) TDI(105 CV)
- 2.0 (1968 cc) TDI(150 CV)
- 2.0 (1968 cc) TDI(184 CV)

2016-present (restyling)

## Quarta generació (2020-)
Amb la quarta generació, la variant de carrosseria de tres portes deixa d'estar disponible, i el model base de la gamma és l'A3 Sportback, amb 4,34 m de llarg, 1,82 m d'ample i 1,43 m d'alçada i batalla 2,64 m. El quadre d'instruments és digital i disposa d'una pantalla tàctil de 10,1 polzades per fer ús del sistema d'info-entreteniment MMI. Estrena nous serveis digitals en línia mitjançant Audi connect i integra un punt d'accés Wi-Fi. És compatible amb Apple CarPlay i Android Auto i nous sistemes d'assistència a la conducció: un assistent per evitar col·lisions i l'avís de sortida involuntària de carril, l'advertiment de sortida o els assistents de trànsit creuat del darrere i d'aparcament i control de creuer adaptatiu.
Motoritzacions
Gasolina
- 1.5 TFSI (150 CV)

Dièsel
- 2.0 TDI (116 CV)
- 2.0 TDI (150 CV)